# Becherskopf
Der Becherskopf  ist ein 522 Meter hoher Berg im Pfälzerwald.

## Geographie

### Lage
Der Becherskopf befindet sich innerhalb der Waldgemarkung der Stadt Bad Dürkheim weitab von deren Siedlungsgebiet. An seiner Südostflanke entspringt der Schwabenbach. An der Becherbrücke nimmt dieser von links den Bach von der Steinquelle auf, der am Nordostfuß entspringt. Benachbarte Berge sind unter anderem der Seekopf (531,8 m), im Südosten der Steinkopf (527 m) im Norden und der Plankenberg (532 m), wodurch er lediglich eine geringe Dominanz besitzt.

### Naturräumliche Zuordnung
1. Großregion 1. Ordnung: Schichtstufenland beiderseits des Oberrheingrabens
2. Großregion 2. Ordnung: Pfälzisch-saarländisches Schichtstufenland
3. Großregion 3. Ordnung: Pfälzerwald
4. Region 4. Ordnung (Haupteinheit): Mittlerer Pfälzerwald
5. Region 5. Ordnung: Tal-Pfälzer-Wald

## Bauwerke
An seiner Nordflanke befinden sich die Reste des Schlosses Schaudichnichtum, das mit dem Ritterstein 270 markiert ist.

## Tourismus
Über den Berg verlaufen entlang der Nordostflanke der mit einem gelben Kreuz markierte Fernwanderweg Saar-Rhein-Main und ein mit einem gelb-roten Balken gekennzeichneter Weg von der Burg Lichtenberg bis nach Wachenheim. Über die Südflanke führt ein mit einem grün-weißen Balken markierter Wanderweg, der von Hertlingshausen nach Sankt Martin führt.